# 紫鱼骨令箭
紫鱼骨令箭（學名：Selenicereus anthonyanus）是仙人掌科蛇鞭柱属的一个种，原产墨西哥南部的低地雨林。种加词是纪念哈罗德·埃尔默·安东尼博士（Dr. Harold Elmer Anthony），他是第一个人工栽培紫鱼骨令箭至开花阶段的人。紫鱼骨令箭不开花时容易与白鱼骨令箭（學名：Disocactus anguliger）、拟鱼骨令箭（學名：Weberocereus imitans）混淆。